# لورنس جاي بيتر
لورنس جاي بيتر هو عالم نفس ومدرس كندي، ولد في 16 سبتمبر 1919 في فانكوفر في كندا، وتوفي في 12 يناير 1990 في بالوس فيرديس إستاتيس في الولايات المتحدة.

## وصلات خارجية
- لورنس جاي بيتر على موقع الموسوعة البريطانية (الإنجليزية)
- لورنس جاي بيتر على موقع إن إن دي بي (الإنجليزية)